# Prawosławie we Francji

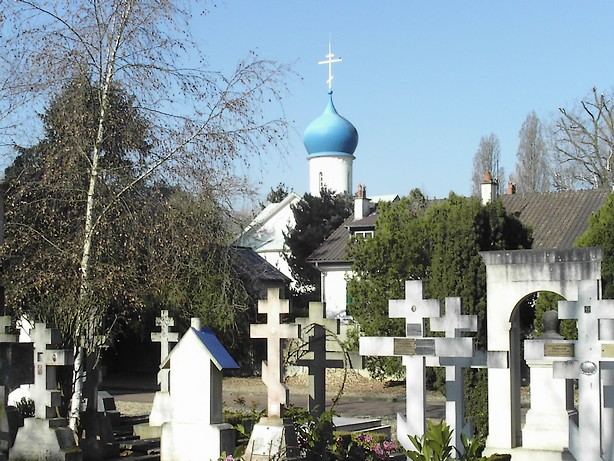
Cerkiew i cmentarz prawosławny w Sainte-Geneviève-des-Bois

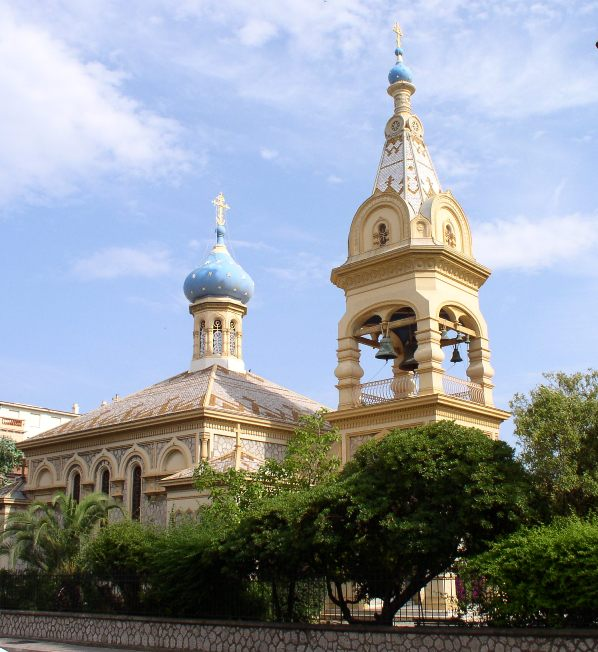
Cerkiew św. Michała Archanioła w Cannes

Prawosławie we Francji jest trwale obecne od XIX wieku, pozostaje jednak głównie religią mniejszości narodowych. Pierwsze parafie tej religii związane były z lokalnymi społecznościami rosyjskimi, obecnie dominującymi grupą są emigranci zarobkowi z krajów byłej Jugosławii. W 2017 r. liczbę prawosławnych żyjących we Francji szacowano w granicach 500–700 tys. osób, z czego regularnie w życiu liturgicznym bierze udział 75 tys. osób.

## Pierwsze ślady obecności
Obecność prawosławia we Francji wiąże się z czasową obecnością na jej terytorium wyznawców tej religii. Zachowały się informacje o organizacji nabożeństw prawosławnych dla przebywającego w Paryżu cesarza Bizancjum Manuela II Paleologa. W XVIII wieku ambasada rosyjska w stolicy Francji również okazjonalnie organizowała nabożeństwa w domach prywatnych.

## XIX wiek
Od 1812 istniała – również na terenie budynku prywatnego – pierwsza stała kaplica, położona przy ul. Mesley, przeniesiona w późniejszym okresie na ul. Neuve-de-Berri. Od 1861 Rosyjski Kościół Prawosławny posiadał w Paryżu osobną cerkiew – sobór św. Aleksandra Newskiego. W końcu XIX wieku na terenie Francji żyło ok. 20 tys. wyznawców prawosławia, w przeważającej liczbie Rosjan i Greków. Budownictwo cerkiewne rozwinęło się w II poł. XIX w. na południu Francji, w nadmorskich miejscowościach uzdrowiskowych, w związku z ich popularnością wśród rosyjskiej arystokracji.

## XX i XXI wiek
Liczba prawosławnych przebywających stale lub czasowo we Francji gwałtownie wzrosła na fali migracji politycznych i ekonomicznych. Imigranci polityczni zaczęli napływać po przejęciu władzy przez partie komunistyczne w Rosji, następnie w Jugosławii i Bułgarii. Z Turcji do Francji przybywali Grecy uciekając przed prześladowaniami tureckimi. Po 1975 we Francji chronili się uchodźcy z Libanu, po 1991 – z byłej Jugosławii. Z kolei wśród imigrantów ekonomicznych przeważają Serbowie, Rumuni, Mołdawianie, Rosjanie, Ukraińcy, Macedończycy, Albańczycy i Gruzini. Od 2011 do Francji przybywają uchodźcy z ogarniętej wojną domową Syrii.

## Kościoły prawosławne działające na terenie Francji

### Rosyjski Kościół Prawosławny

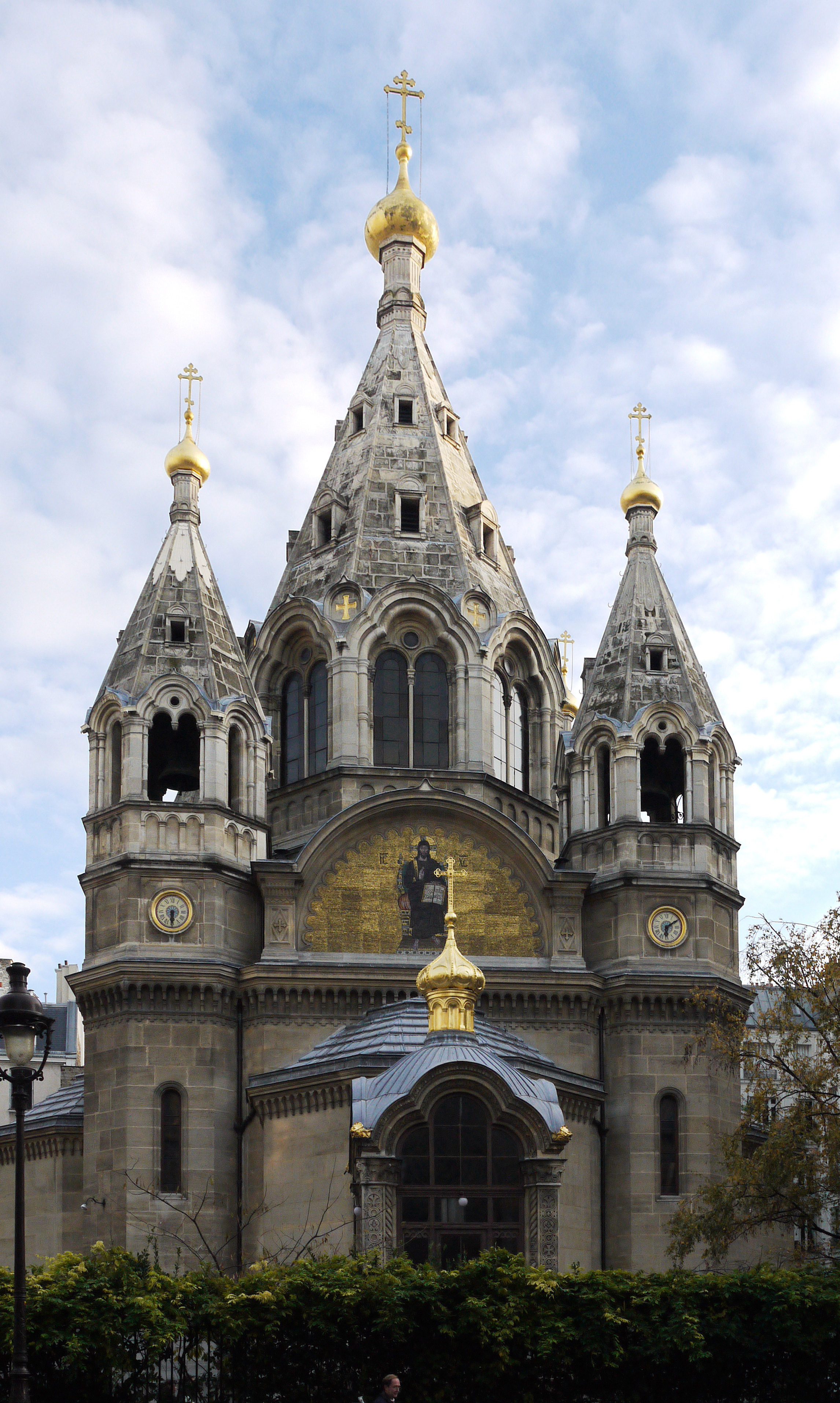
Sobór św. Aleksandra Newskiego w Paryżu

Napływ stałych emigrantów oraz czasowych gości z Francji doprowadził do budowy na terenie kraju szeregu cerkwi prawosławnych i powołania, najczęściej z inicjatywy prywatnej, parafii podległych patriarsze Moskwy. Po soborze w Paryżu powstała cerkiew św. Aleksandra Newskiego w Pau (1867), cerkiew Opieki Matki Bożej i św. Aleksandra Newskiego w Biarritz (1892), Cerkiew Ikony Matki Bożej „Wszystkich Strapionych Radość” i św. Mikołaja w Mentonie (1894), cerkiew św. Michała Archanioła w Cannes (1894) oraz sobór św. Mikołaja w Nicei (1912), drugi – obok działającej od 1858 cerkwi św. Mikołaja i św. Aleksandry w tym samym mieście.
Na terenie Francji znajduje się 11 placówek duszpasterskich Rosyjskiego Kościoła Prawosławnego poza granicami Rosji, zjednoczonego z Rosyjskim Kościołem Prawosławnym w 2003. Ponadto 22 parafie podlegają eparchii chersoneskiej Patriarchatu Moskiewskiego.
Począwszy od 1 września 2009 w Épinay-sous-Sénart zaczęło działalność seminarium duchowne Rosyjskiego Kościoła Prawosławnego, jedyna taka placówka w Europie Zachodniej.
Od 7 października 2019 r. na terenie Francji działa też Arcybiskupstwo Zachodnioeuropejskich Parafii Tradycji Rosyjskiej, w skład którego weszła większość placówek (parafii, klasztorów i innych wspólnot) zlikwidowanego w 2018 r. Zachodnioeuropejskiego Egzarchatu Parafii Rosyjskich.

### Patriarchat Konstantynopola
Dalsze 47 parafii zrzeszających tradycyjnie wiernych narodowości rosyjskiej przeszły razem ze swoim metropolitą pod jurysdykcję patriarchy Konstantynopola i do 2018 r. podlegały Zachodnioeuropejskiemu Egzarchatowi Parafii Rosyjskich (pod koniec istnienia egzarchatu było ich 13). Patriarchat Konstantynopola sprawuje również opiekę nad gruzińskojęzyczną parafią św. Nino, istniejącą w Paryżu od 1931.

#### Grecka Metropolia Francji
Osobną strukturą Patriarchatu Konstantynopolitańskiego we Francji jest metropolia skupiająca Greków wyznających prawosławie. Ich obecność jest widoczna głównie na południu Francji. Pierwsza kaplica grecka powstała w Marsylii w 1821, w tym samym mieście została w 1845 wybudowana cerkiew Zaśnięcia Matki Bożej. Od 1895 głównym ośrodkiem prawosławia greckiego we Francji jest katedra św. Stefana w Paryżu.
Według danych z 2005 Greckiej Metropolii Francji podlegają 33 parafie. Jej zwierzchnikiem jest metropolita Emanuel (Adamakis), rezydujący w Paryżu.

### Rumuński Kościół Prawosławny
Z inicjatywy społeczności emigrantów z Rumunii od 1853 w Paryżu istniała pierwsza parafia podlegająca patriarsze Rumunii. W 1892 król tego kraju Karol I sfinansował budowę cerkwi Świętych Archaniołów w Paryżu. Od 1974 w Paryżu rezyduje metropolita egzarchatu Europy Zachodniej i Południowej, którym jest obecnie (2017) Józef (Pop). Rumuńska społeczność prawosławnych we Francji posiada 91 parafii – najwięcej ze wszystkich narodowości.

### Serbski Kościół Prawosławny

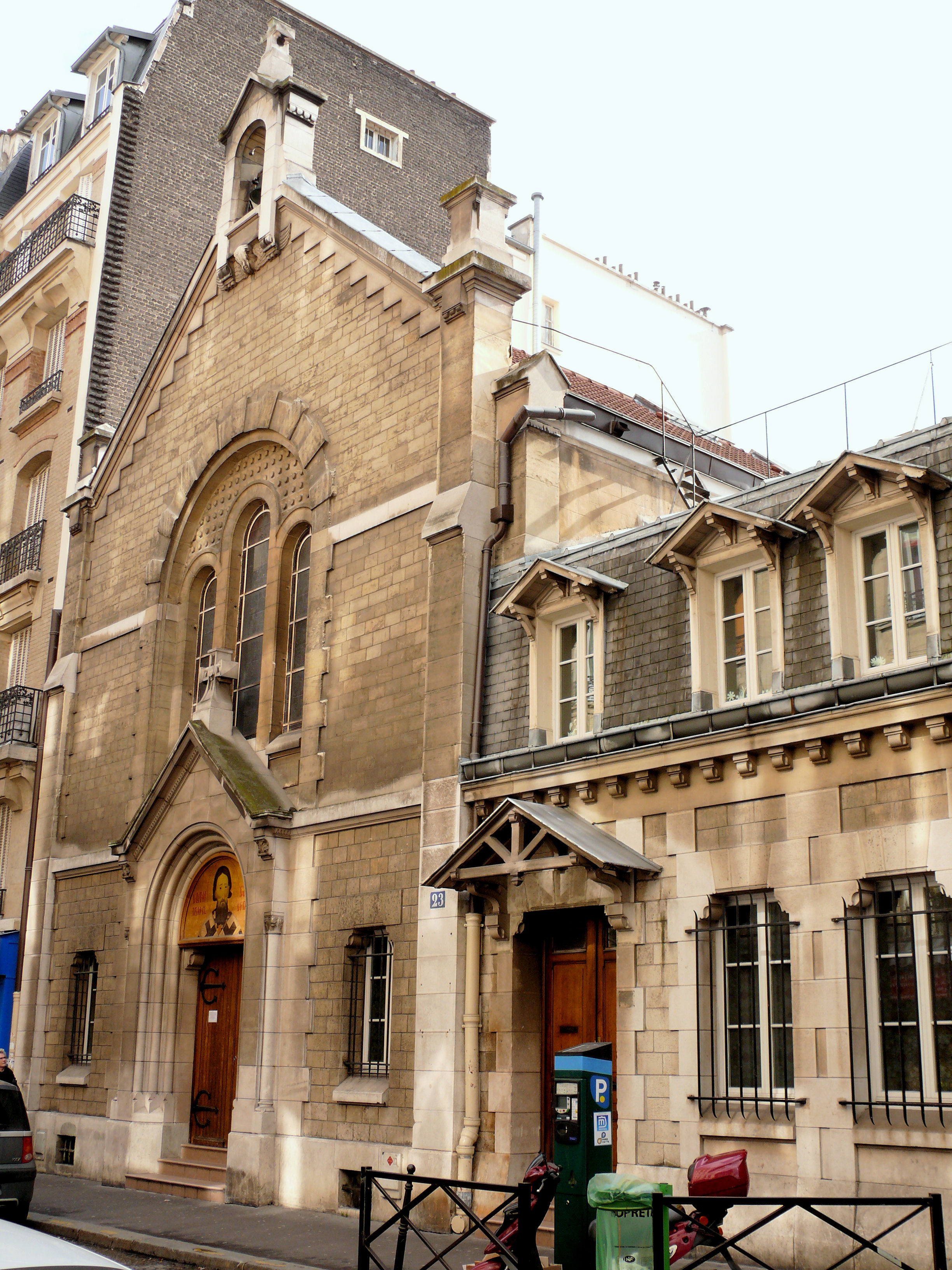
Sobór św. Sawy w Paryżu

Pierwsza parafia podlegająca Serbskiemu Kościołowi Prawosławnemu powstała w Paryżu w 1947 przy ul. Simplon, gdzie znajduje się sobór św. Sawy. Obecnie Kościół posiada na terenie Francji 8 placówek duszpasterskich oraz 1 żeński klasztor – monaster Narodzenia Matki Bożej w Godoncourt. Paryż jest siedzibą serbskiej diecezji francuskiej i zachodnioeuropejskiej obejmującej Francję, Beneluks, Hiszpanię i Portugalię.

### Patriarchat Antiochii
Obecnie we Francji znajdują się 4 parafie podległe patriarsze Antiochii, które należały do metropolii Europy Zachodniej i Środkowej z siedzibą w Paryżu (w październiku 2013 weszły w skład nowo utworzonej Archidiecezji Francji oraz Europy Zachodniej i Południowej).

### Inne jurysdykcje
We Francji znajduje się 1 parafia należąca do metropolii zachodniej i środkowej Europy Bułgarskiego Kościoła Prawosławnego.
W kraju działa również 21 monasterów prawosławnych, posługujących się w działaniu językami swoich Kościołów oraz językiem francuskim.

## Działalność naukowa i kulturalna
W XX wieku Paryż należał do najważniejszych ośrodków myśli teologicznej i filozoficznej prawosławia w Europie Zachodniej, co miało związek z pierwszą falą emigracji porewolucyjnej i powstaniem w 1925 Instytutu Teologii Prawosławnej św. Sergiusza z Radoneża. Z czasem rozwinął się on w jedno z kluczowych centrów prawosławnej myśli ekumenicznej i siedzibę tzw. szkoły paryskiej w teologii prawosławnej.
We Francji działał rosyjski filozof Nikołaj Bierdiajew oraz Chrześcijańska Akcja Studentów Rosyjskich. W kolejnych dziesięcioleciach działający na terenie Francji Rosjanie prawosławni przyczyniali się do upowszechniania na Zachodzie wiedzy o teologii i kulturze tej religii (piszący po francusku Paul Evdokimov i Władimir Łosski). We Francji działała późniejsza święta prawosławna matka Maria (Skobcowa) oraz konwertyta na prawosławie i czołowy teolog „prawosławia otwartego” Olivier Clément.

## Wzajemne kontakty
W 1967 Kościoły prawosławne posiadające swoje parafie we Francji stworzyły Komitet Międzyepiskopalny, zajmujący się koordynacją ich działań i wzajemną pomocą. Przyczynił się on do złagodzenia wielu istniejących konfliktów, zwłaszcza pomiędzy Rosyjskim Kościołem Prawosławnym a Cerkwią emigracyjną. W 1997 został on przemianowany na Zgromadzenie Biskupów Prawosławnych we Francji, którego członkami są biskupi wszystkich jurysdykcji prowadzący pracę duszpasterską we Francji. W 2017 r. we Francji służyło dziesięciu biskupów różnych jurysdykcji.

## Tendencje
Ze względu na dalszy napływ emigrantów wyznania prawosławnego, liczba wiernych tej religii we Francji stale rośnie. W okresie 1992–2005 liczba stałych placówek duszpasterskich wzrosła o 1/3, przy czym najszybciej wzrastała liczba wiernych narodowości rumuńskiej, serbskiej i rosyjskiej. Ze względu na brak informacji o przynależności wyznaniowej we francuskich spisach powszechnych ocena liczby wszystkich prawosławnych jest jedynie szacunkowa. Na początku lat 90. była podawana w granicach 200 tys. wiernych, do początku XXI w. przekroczyła 300 tys. W 2017 r. same organizacje cerkiewne szacowały liczbę ochrzczonych w różnych Kościołach prawosławnych mieszkańców Francji na 500 tys. osób, zaś wedle katolickiego pisma „La Croix” mogło być ich nawet 700 tys. Regularnie w życiu liturgicznym uczestniczy jednak tylko 75 tys. wiernych. W kraju służy 330 kapłanów i diakonów, w większości żonatych i pracujących zawodowo poza służbą w Cerkwi.
Od lat 80. wzrasta również liczba parafii prowadzących działalność częściowo lub całkowicie w języku francuskim. Pierwsze próby tworzenia takich placówek duszpasterskich miały miejsce już w latach 30., z inicjatywy Bractwa św. Focjusza, które przyczyniło się do powstania w Paryżu całkowicie ukierunkowanej na pracę misyjną wśród Francuzów parafii Trzech Świętych Hierarchów. Na szerszą skalę działania na rzecz rozwoju francuskojęzycznego prawosławia podjęły równocześnie Rosyjski Kościół Prawosławny i Patriarchat Konstantynopolitański, które obecnie wprowadzają język francuski jako pomocniczy do większości parafii, posiadają również po dwie placówki, w których jest on jedynym używanym językiem liturgicznym.